# Cylindromyia epytus
Cylindromyia epytus är en tvåvingeart som först beskrevs av Walker 1849.  Cylindromyia epytus ingår i släktet Cylindromyia och familjen parasitflugor. Inga underarter finns listade i Catalogue of Life.